# Petroica boodang
La petroica scarlatta (Petroica boodang (R. Lesson, 1837)) è un uccello della famiglia dei Petroicidi originario dell'Australia meridionale e orientale.

## Tassonomia
Per lungo tempo la petroica scarlatta è stata classificata in un'unica specie, Petroica multicolor, assieme alla petroica delle Salomone, alla petroica del Pacifico e alla petroica di Norfolk, fino a quando, nel 1999, Richard Schodde e Ian J. Mason non l'hanno riconosciuta come specie a parte. La petroica di Norfolk, descritta da Gmelin a partire da un esemplare proveniente dall'isola omonima, ha mantenuto il nome specifico multicolor.
Attualmente vengono riconosciute tre sottospecie di petroica scarlatta:
- P. b. leggii Sharpe, 1879 (Tasmania orientale e isola di Flinders, nello stretto di Bass);
- P. b. campbelli Sharpe, 1898 (Australia sud-occidentale);
- P. b. boodang (Lesson, 1837) (Australia sud-orientale).

## Descrizione

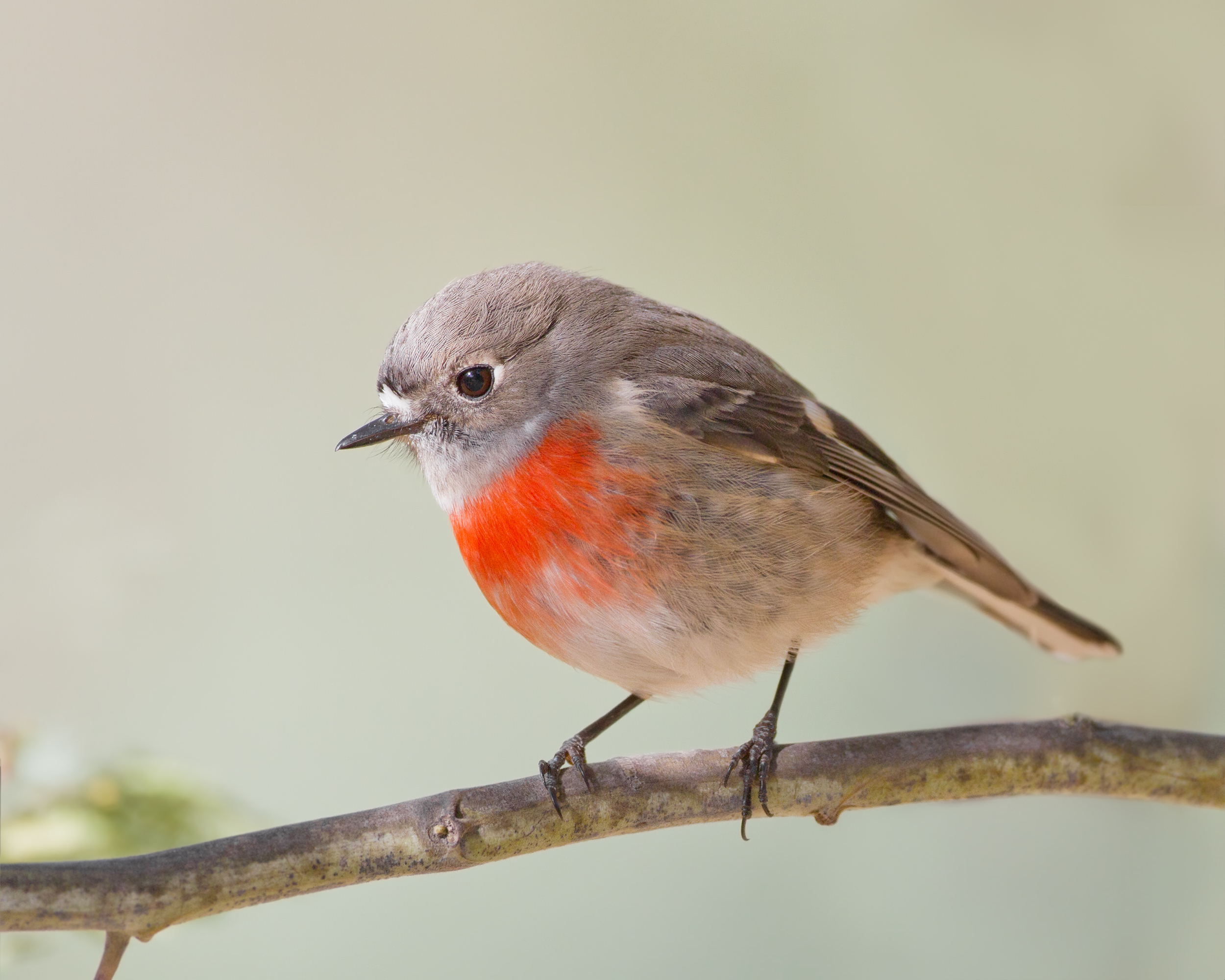
Femmina di petroica scarlatta.

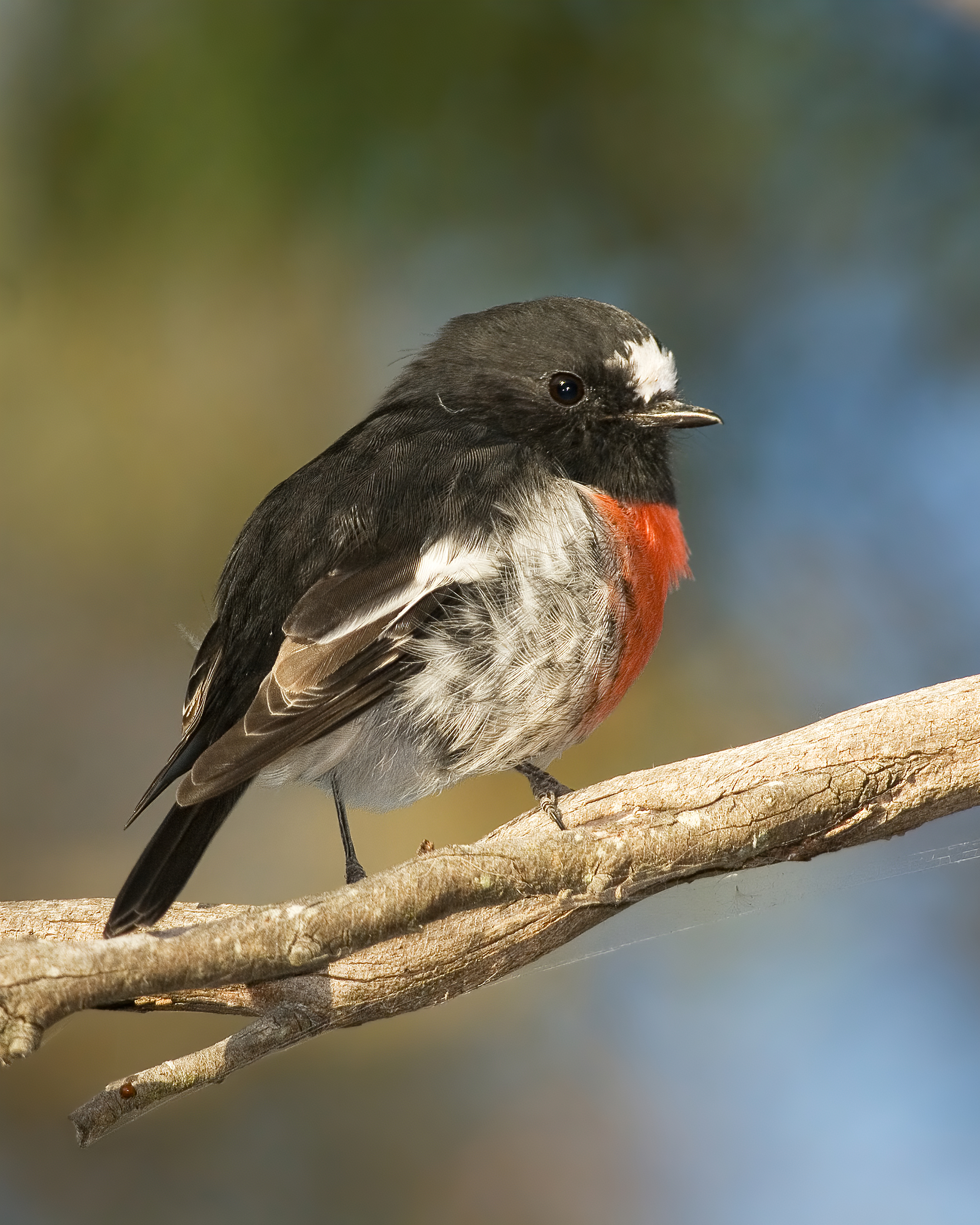
Un maschio sui monti Meehan, Tasmania.

Come gli altri Petroicidi, la petroica scarlatta è un Passeriforme tozzo con la testa grande. Misura 12-13,5 cm di lunghezza e pesa 12-14 g. Il piumaggio è sessualmente dimorfico. I maschi hanno testa, dorso e coda neri, ali bianche e nere, petto rosso e ventre, fronte e groppone bianco. La femmina ricorda il maschio, ma ha una colorazione dai toni più scialbi, con piumaggio marrone invece che nero, petto di un rosso più sbiadito e ventre di color camoscio. Gli esemplari giovani ricordano la femmina, ma sono privi della colorazione rossastra sul petto.

## Distribuzione e habitat
La petroica scarlatta è endemica dell'Australia, ed è diffusa lungo le coste che vanno dal Queensland meridionale all'Australia Meridionale centrale, in Tasmania e nel sud-ovest dell'Australia Occidentale. La specie è perlopiù sedentaria in quasi tutto l'areale, ma alcune popolazioni continentali intraprendono brevi spostamenti locali in autunno e inverno, dirigendosi verso zone più aperte o quote inferiori.
La petroica scarlatta vive soprattutto nei boschetti e nelle foreste di eucalipto, dal livello del mare fino a 1000 m di quota, generalmente in habitat aperti con sottobosco erboso e cespuglioso. Durante l'inverno frequenta ambienti più aperti, comprese le aree urbane.

## Biologia
La petroica scarlatta si nutre di Artropodi come insetti e ragni. Varia la propria alimentazione in base alle stagioni: durante l'inverno si nutre perlopiù al suolo, ma in estate e primavera va in cerca di prede soprattutto tra la corteccia e il fogliame.

### Riproduzione
La petroica scarlatta è una specie territoriale e monogama, e difende il proprio territorio di nidificazione sia dagli altri membri della stessa specie che dalle coppie di petroica di fiamma, sua stretta parente. L'insediamento nei territori e la riproduzione iniziano prima che le petroiche di fiamma migratrici arrivino nel suo areale (dove le due specie coabitano). Sia il maschio che la femmina partecipano alla scelta del luogo ove costruire il nido, ma solo la femmina si occupa della costruzione, nella quale impiega tra i quattro e i dieci giorni. Ciascuna covata è composta da una a quattro uova, in media tre. Esse sono di colore grigio, verde o azzurro chiaro, e marcate da macchioline e chiazze marrone e marrone-oliva, generalmente concentrate attorno al polo maggiore. Solo la femmina, nutrita dal maschio, cova le uova. La schiusa avviene dopo 14-18 giorni. Inizialmente i pulcini vengono covati dalla madre e nutriti dal padre, e solo alla fine dell'incubazione vengono nutriti da entrambi i genitori. Il successo della riproduzione è generalmente basso, dell'8-40%. I nidi della petroica scarlatta vengono razziati dai serpenti o possono essere parassitati da varie specie di cuculo.